# 馬懷素
馬懷素（?—?），字惟白，潤州丹徒（在今江苏省镇江市）人。
移居江都，少年師從李善。家甚貧，白天砍柴，晚上燒柴讀書，遂博通經史。中進士，又中文学优赡科。武則天長安（701年—705年）中期，任監察御史，公正審崔貞慎、獨孤諱之事，不惜冒犯張易之兄弟。開元初年，拜戶部侍郎，加银青光禄大夫，封常山縣公。開元三年，充更日侍讀，待遇甚厚，後官秘书监，兼昭文館學士，奉旨與褚无量編輯《群书目录》，七年，書未成而卒，由元行冲接任。諡曰文。

## 延伸阅读
[在维基数据编辑]
 在维基文库阅读此作者作品
 《舊唐書/卷102》，出自刘昫《舊唐書》